# Plusiodonta nictites
Plusiodonta nictites là một loài bướm đêm trong họ Noctuidae.